# 東羽衣站
東羽衣站（日语：／ Higashi-Hagoromo eki */?）位于大阪府高石市東羽衣一丁目，是西日本旅客铁道（JR西日本）管辖的鐵路車站。

## 历史
- 1929年7月18日 - 作为阪和电气铁道支线的终点站开业，命名为阪和滨寺站[2]。
- 1940年12月1日 - 与南海电气铁道合并，成为南海山手车站[2]。
- 1941年8月1日 - 改名为山手羽衣站[3]。
- 1944年5月1日 - 国有化，改为阪和线车站[2]。同时更名为東羽衣站。
- 1987年4月1日 - 国铁分割民营化后成为JR西日本车站。
- 1992年11月1日 - 设置绿色窗口。
- 2003年11月1日 - 本站支持使用ICOCA。
- 2016年12月24日 - 为适应4节编组列车停靠，开始站台改造工程，南侧落客专用站台停止使用。
- 2018年
  - 8月1日 - 羽衣线运行4辆编组列车，改造后站台开始使用。
  - 3月31日 - 绿色窗口本日后结束营业[4]。
- 2018年4月10日 - 成为业务委托站。
- 2019年8月24日 - 2层本站与羽衣站之间的联络通道竣工[5]。

## 车站结构
1台1線的高架車站，可以通過聯絡通道換乘至南海電氣鐵道羽衣站。
鳳站管理的直營站。綠色窗口於2018年3月31日關閉。支援使用ICOCA。

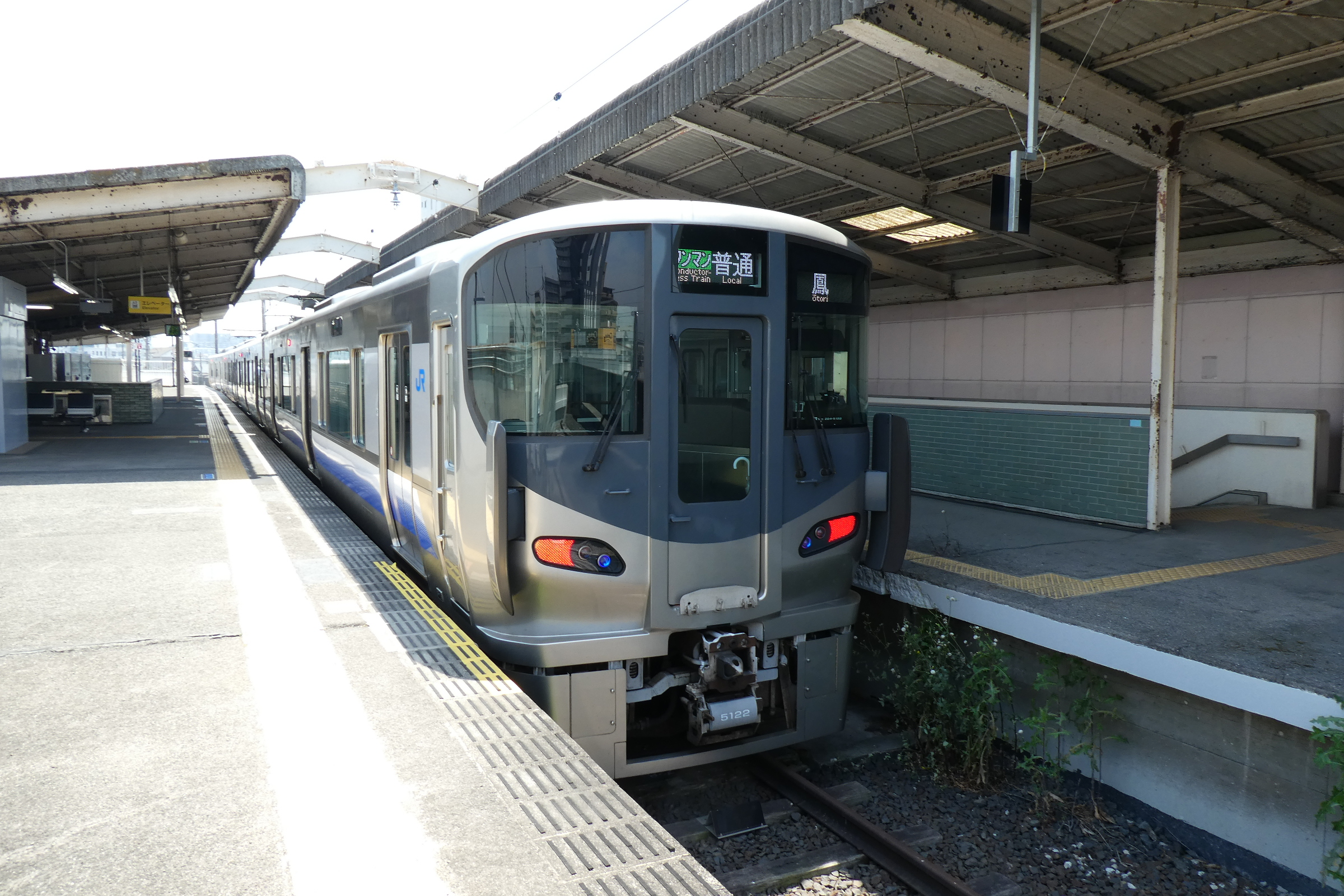
站台。右侧站台已废弃。（2019年5月）
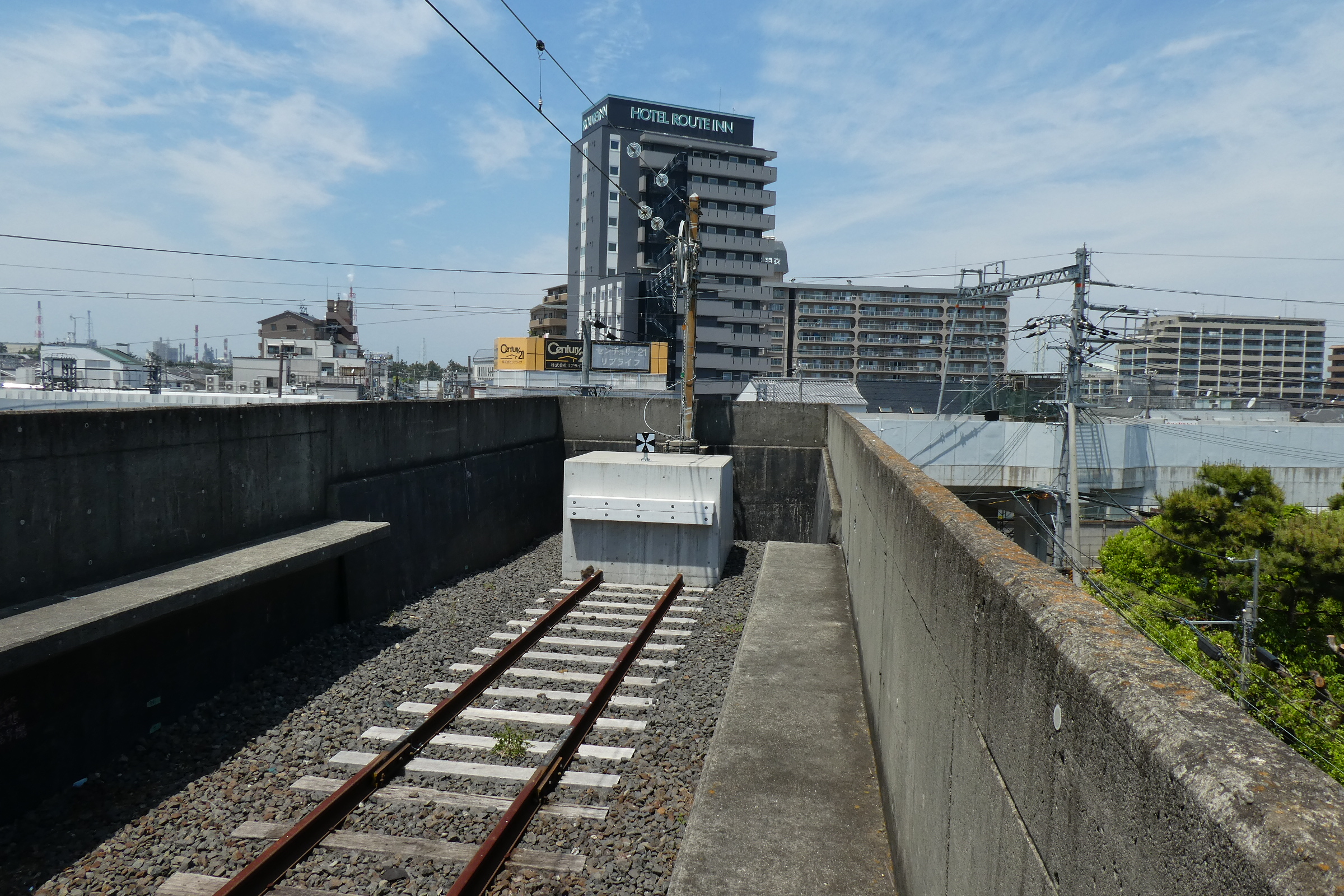
站台末端（2019年5月）
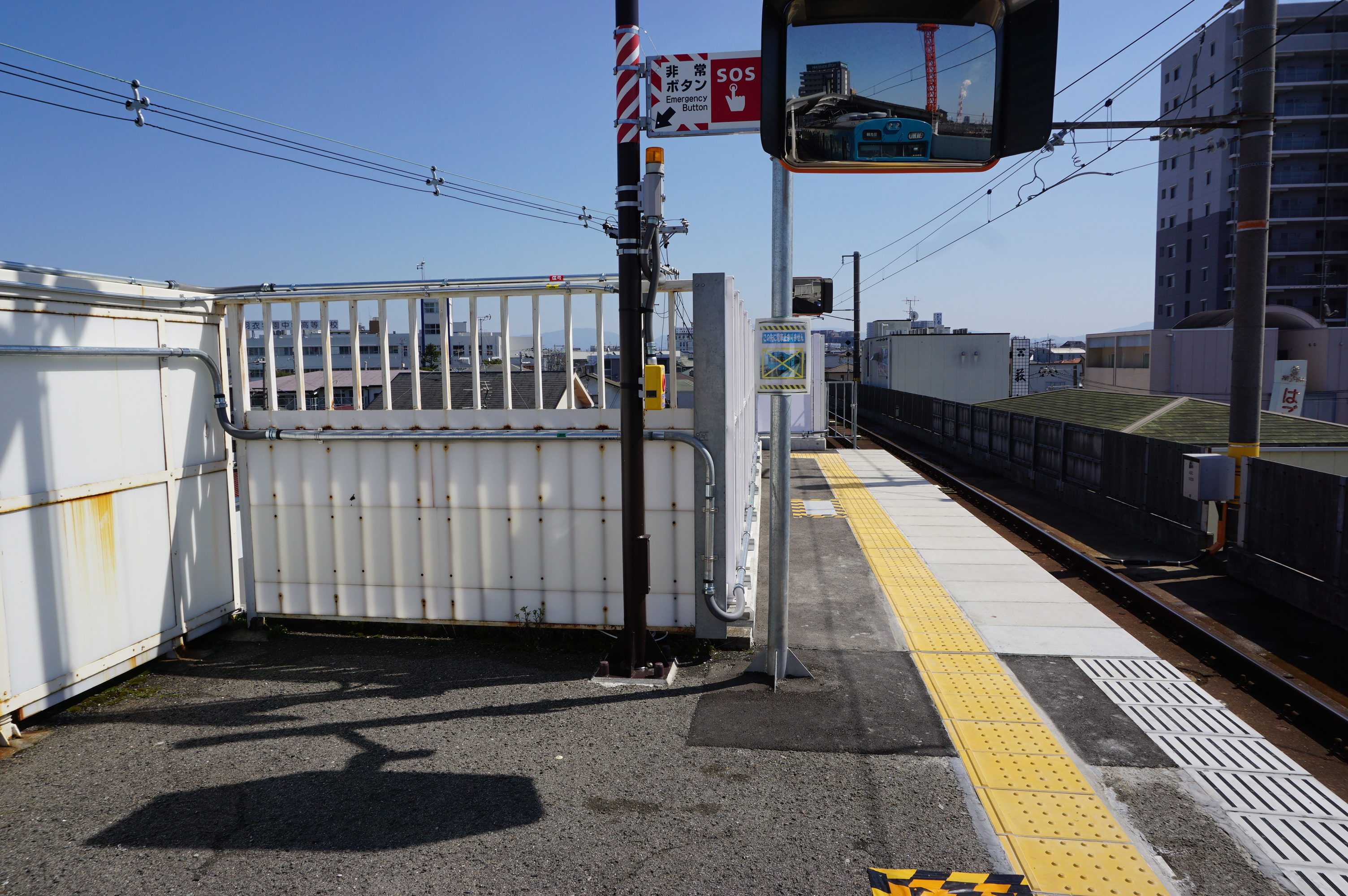
为适应4节编组伸长的站台部分（2018年3月）
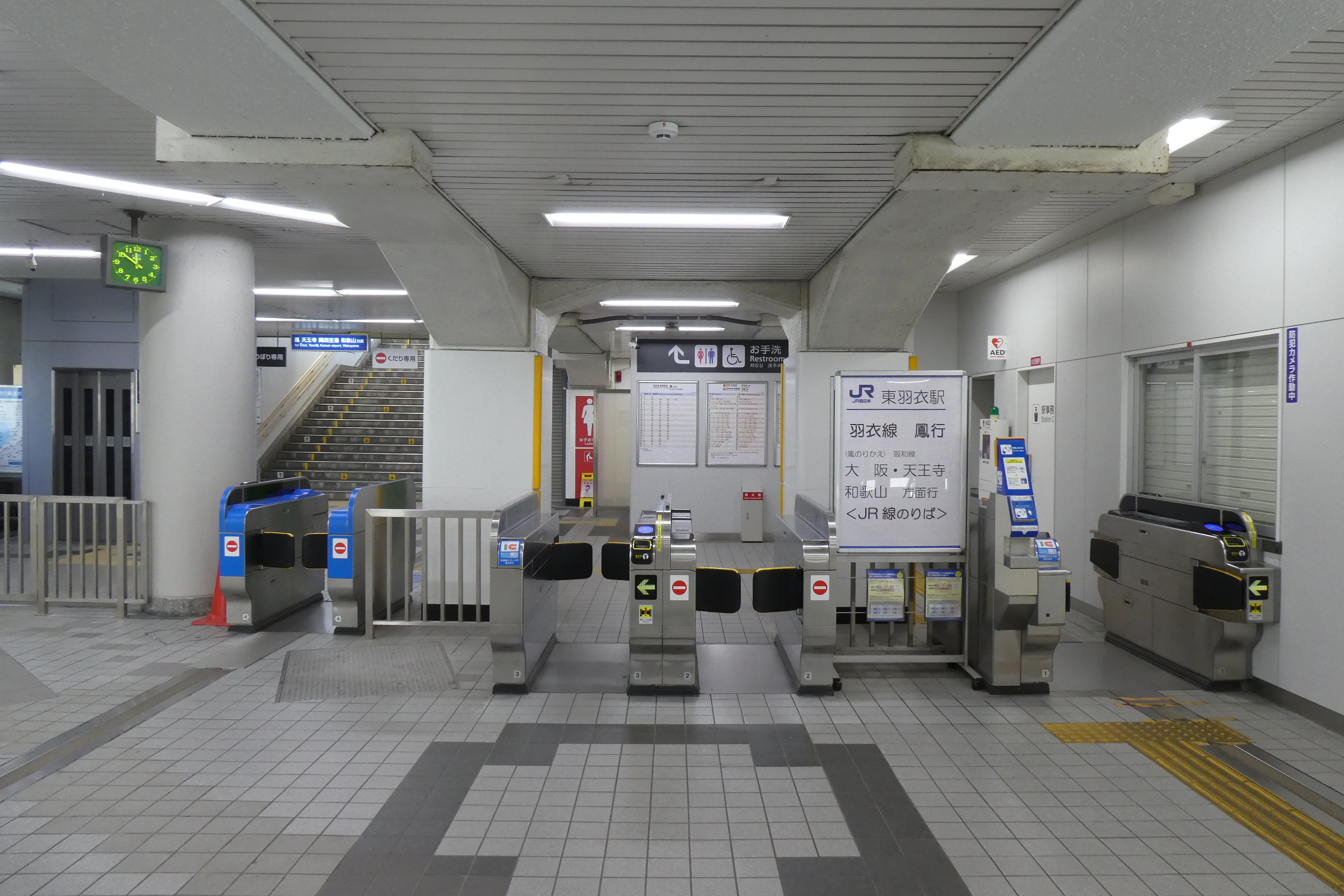
检票口（2019年5月）

### 月台配置
| 月台 | 路線    | 方向    | 目的地 | 備註 |
| ---- | ------- | ------- | ------ | ---- |
| 1    | ■羽衣線 | ■羽衣線 | 往鳳   |      |

## 使用情况
附近羽衣学園和清風南海学校等学生构成早高峰通学客流。由于定期票价较普通票价更便宜，因而也有不少从南海本线羽衣站换乘来的客流。
根据大阪府统计年鉴近年日客流量如下。
| 年度   | 1日平均 乘车人数 |
| ------ | ---------------- |
| 1997年 | 7,149            |
| 1998年 | 6,873            |
| 1999年 | 6,382            |
| 2000年 | 5,998            |
| 2001年 | 5,735            |
| 2002年 | 5,511            |
| 2003年 | 5,353            |
| 2004年 | 5,222            |
| 2005年 | 5,173            |
| 2006年 | 4,992            |
| 2007年 | 4,906            |
| 2008年 | 4,958            |
| 2009年 | 4,797            |
| 2010年 | 4,805            |
| 2011年 | 4,702            |
| 2012年 | 4,786            |
| 2013年 | 4,954            |
| 2014年 | 4,999            |
| 2015年 | 5,123            |
| 2016年 | 5,200            |
| 2017年 | 5,191            |

## 相鄰車站
西日本旅客鐵道（JR西日本）
■羽衣線（阪和線支線）
凤 - 東羽衣

## 外部連結
- 東羽衣｜車站資訊：JR出門網 - 西日本旅客鐵道